# Cupel (1235 m)
Cupel (1233 m) – porośnięty lasem, mało wybitny szczyt w Paśmie Policy, które w regionalizacji fizycznogeograficznej Polski według Jerzego Kondrackiego zaliczane jest do Beskidu Żywieckiego, w nowszej regionalizacji z 2018 roku do Beskidu Żywiecko-Orawskiego. Znajduje się grzbiecie głównym tego pasma między Policą (1369 m) a Jasną Grapą (1240 m). U jego południowo-wschodnich podnóży wypływa potok Ciśniawka (Zakulawka), u zachodnich Głęboki Potok. Stoki południowo-zachodnie znajdują się w obrębie Rezerwatu na Policy im. prof. Zenona Klemensiewicza.
Przez Cupel biegnie granica między miejscowościami Skawica (stok północny) i Sidzina (stok południowy) – obydwie w województwie małopolskim, powiecie suskim.

## Szlaki turystyczne
Przez szczyt prowadzi czerwono znakowany Główny Szlak Beskidzki.
 odcinek: Przełęcz Krowiarki – Syhlec – Głowniak – Piekielnicka – Brożki – Pólko – Kiczorka – Polica – Cupel – Jasna Grapa – Kocia Łapa – Kucałowa Przełęcz. Suma podejść 520 m, suma zejść 360 m, czas przejścia 2:45 godz., z powrotem 2:30 godz.